# Jíloviště
Jíloviště (en allemand : Julowischt) est une commune du district de Prague-Ouest, dans la région de Bohême-Centrale, en République tchèque. Sa population s'élevait à 640 habitants en 2020.

## Géographie
Jíloviště se trouve à 4 km au sud-est du centre de Černošice et à 18 km au sud-sud-ouest de Prague.
La commune est limitée par Prague au nord, par Zvole, Vrané nad Vltavou et Trnová à l'est, par Klínec et Líšnice au sud, et par Černolice, Všenory et Černošice à l'ouest.
| Černošice | Prague          |                          |
| Všenory   | Jíloviště       | Zvole, Vrané nad Vltavou |
| Černolice | Klínec, Líšnice | Trnová                   |

## Toponymie
Le nom serait dérivé du mot tchèque jíl signifiant « argile », ce qui permettrait de le traduire par « carrière d'argile ».

## Histoire
La fondation du village de Jíloviště est étroitement liée à l'activité de colonisation menée par l'Abbaye de Zbraslav, l'un des établissements religieux les plus importants fondés par la dynastie des Přemyslides, notamment par Venceslas II (roi de Bohême) en 1292.
Jíloviště a été fondé après 1342 car il n’est pas mentionné dans l’urbarium de Abbaye de Zbraslav à cette date. La première mention écrite du village date de 1347, avec la vente des droits d’un prévôt local nommé Vavřinec, probablement le fondateur du village.

## Population
Recensements(*) ou estimations de la population:
| 1900* | 1910* | 1921* | 1930* | 1950* | 1961* |
| ----- | ----- | ----- | ----- | ----- | ----- |
| 216   | 227   | 227   | 235   | 352   | 334   |

| 1970* | 1980* | 1991* | 2001* | 2011* | 2021* |
| ----- | ----- | ----- | ----- | ----- | ----- |
| 355   | 410   | 446   | 587   | 707   | 742   |

| 2024 | 2025 | - | - | - | - |
| ---- | ---- | - | - | - | - |
| 709  | 712  | - | - | - | - |